# Шабаев, Анатолий Иванович
Анатолий Иванович Шабаев (20 декабря 1938, с. Александровка 2-я, Лысогорский район, Саратовская область, РСФСР — 5 марта 2017, Саратов, Российская Федерация) — советский и российский учёный в области почвозащитного земледелия, заместитель директора по научной работе НИИ сельского хозяйства Юго-Востока (1990—2014). Специалист в области адаптивно-ландшафтного и почвозащитного земледелия. Член-корреспондент РАСХН (1995), член-корреспондент РАН (2014).

## Биография
В 1965 г. окончил Саратовский сельскохозяйственный институт.
- 1957—1965 гг. — агроном колхоза «Россия»,
- 1965—1966 гг. — инженер Вязовского учлесхоза Саратовской области,
- 1969—1970 гг. — младший научный сотрудник Волжского НИИ гидротехники и мелиорации.

С 1970 г. — в Научно-исследовательский институт сельского хозяйства Юго-Востока, (в дальнейшем — НПО «Элита Поволжья» и ФГБНУ «НИИ сельского хозяйства Юго-Востока»), г. Саратов:
- 1970—1972 гг. — старший научный сотрудник,
- 1973—1990 гг. — заведующий отделом защиты почв от эрозии,
- 1990—2014 гг. — заместитель директора по научной работе, одновременно в 1990—2014 гг. — руководитель технологического центра, с 2015 г. — главный научный сотрудник-консультант .

Доктор сельскохозяйственных наук (1989), член-корреспондент РАСХН (1995), член-корреспондент РАН (2014) — Отделение сельскохозяйственных наук РАН (Секция земледелия, мелиорации, водного и лесного хозяйства).
Подготовил более 300 научных трудов, в том 6 монографий. Имеет 11 авторских свидетельств и 5 патентов на изобретения.

## Научная деятельность
Исследования в сферах эрозионного районирования, разработок методологических и научных основ адаптивно-ландшафтных систем земледелия для эрозионных зон Поволжья. Создатель почвозащитной гребнекулисной обработки почв и один из создателей новых технических средств для ресурсосберегающих технологий. Выступил систематизатором типов агроландшафтов и моделей природоохранных систем, дифференциации применения известных и разработки принципиально новых, экологически безопасных технологий, типовых технологических карт, генеральных схем противоэрозионных мероприятий.

## Научные труды
- «Почвозащитное земледелие: опыт, проблемы». — Саратов : Приволж. кн. изд-во, 1985. — 94 с. — (РСФСР. Прод. прогр.).
- «Адаптивно-экологические системы земледелия в агроландшафтах Поволжья»: моногр. — Саратов, 2003. — 284 с.
- «Экологизация, ресурсосбережение и фитосанитарная оптимизация в адаптивно-ландшафтном земледелии Поволжья» / соавт.: С. И. Калмыков и др. — Саратов, 2009. — 328 с.
- «Адаптивные системы земледелия». — Саратов, 2012. — 408 с.
- «Эколого-ландшафтное земледелие».- Саратов, 2012. — 295 с.
- «Конструирование агроландшафтов и агроэкологический регламент адаптивных систем земледелия в Поволжье» / соавт.: Н. М. Жолинский, М. С. Цветков // Земледелие. 2014. № 2. С. 7-10.
- «Преимущества гребнекулисной обработки почвы при возделывании зерновых культур» / соавт. Е. В. Кузина // Науч. жизнь. 2015. № 1. С. 61-69.
- «Эрозия почв и адаптивно-ландшафтное земледелие: избр. тр.» — Саратов: ФГБНУ «НИИСХ Юго-Востока», 2017. — 647 с.

## Награды и звания
Награждён орденом Дружбы народов (1986), двумя серебряными медалями ВДНХ, золотой медалью им. Т. С. Мальцева (2008), медалью им. А. И. Бараева (2008).
Заслуженный деятель науки Российской Федерации (1999), лауреат премии Правительства РФ в области науки и техники (2000).